# 1821 Aconcagua
1821 Aconcagua è un asteroide della fascia principale. Scoperto nel 1950, presenta un'orbita caratterizzata da un semiasse maggiore pari a 2,3780277 UA e da un'eccentricità di 0,2021856, inclinata di 2,10659° rispetto all'eclittica.
L'asteroide è dedicato all'omonima montagna, la più alta del Sudamerica.